# Gorik Gardeyn
Gorik Gardeyn est un coureur cycliste professionnel belge né le 17 mars 1980 à Tielt. Il est passé professionnel en 2001. Il est le beau-frère de Sharon Vandromme.

## Palmarès
- 1997
  - Circuit Mandel-Lys-Escaut juniors
- 1998
  - Grand Prix André Noyelle
  - 2e du Keizer der Juniores
- 1999
  - Championnat des Flandres amateurs
  - Paris-Tours espoirs
- 2000
  - Circuit Het Volk espoirs
- 2001
  - 4e étape du Tour du Danemark
- 2002
  - 2e du Grand Prix Rudy Dhaenens
  - 2e du Grand Prix Beeckman-De Caluwé
  - 3e du Prix national de clôture
- 2004
  - 2e du Circuit du Pays de Waes
  - 2e du Tour de Rijke
  - 2e du Circuit Mandel-Lys-Escaut
  - 3e de Bruxelles-Ingooigem
  - 3e de la Ruddervoorde Koerse
- 2005
  - Classic Haribo
  - Circuit du Pays de Waes
- 2006
  - Prix national de clôture
  - 2e du Grand Prix de la ville de Zottegem
- 2007
  - 2e étape du Tour de Belgique
  - 2e du Circuit Mandel-Lys-Escaut
- 2010
  - 2e de la Heistse Pijl
  - 3e du Stadsprijs Geraardsbergen
- 2013
  - 3e de Skive-Løbet

## Résultat sur le Tour d'Italie
1 participation
- 2004 : 125e

## Classements mondiaux
| Année                  | 2005 | 2006 | 2007 | 2008 | 2009 | 2010 | 2011 | 2012 | 2013 | 2014   |
| ---------------------- | ---- | ---- | ---- | ---- | ---- | ---- | ---- | ---- | ---- | ------ |
| Calendrier mondial UCI |      |      |      |      |      | 264e |      |      |      |        |
| UCI Europe Tour        | 92e  | 125e |      |      |      | 455e |      |      | 377e | 1 014e |